# Comfortaa

Společnost PepsiCo využila upravený font Comfortaa ve svém logu (změněno v roce 2023)

Comfortaa je bezpatkový font zveřejněný Johanem Aakerlundem na webu DaFont 11. prosince roku 2008. Byl doposud třikrát upraven, poslední úprava je z dubna 2017. Je naprosto zdarma, a to i pro komerční účely.

## Charakter
Font má velice jednoduchý design, a přitom pokrývá ohromné množství jazyků. Nejenže nabízí k latince desítky písmen s různými diakritickými znaménky (z toho i česká písmena á, é, ě, í, ý, ó, ú, ů, č, ď, ň, ř, š, ť a ž), ale k dispozici je i verze v cyrilici a v řeckém písmu. Obsahuje celkem 477 grafémů (mezi nimi např. ⅞, ‰ či →).  
Většina malých písmen je navržena na bázi pravidelných kruhů a oblouků, např. „bříška“ písmen p, q, b a d. Zakončení čar jsou naprosto zakulacena namísto klasických pravoúhlých konců. Takto např. vrchol písmene i je zakončen jakousi půlkružnicí, písmeno tedy ve fontu Comfortaa není obdélník.  
Font je navržen v pěti stylech - Light, Regular, Medium, Semi-Bold a Bold.

## Podpora
Font sice není podporován v Microsoft Office, naproti tomu je ale dostupný např. v Google Dokumentech či v Google Tabulkách. Je to paradoxní, neboť tyto služby nabízejí mnohem menší výběr fontů než aplikace Microsoft Office.

## Použití
Podle webu FreeFronts Vauld je Comfortaa vhodná pro úřední dokumenty, brožury, plakáty, časopisy, vizitky, ale i obálky knih a loga (upravené písmo Comfortaa používalo mezi lety 2008 až 2023 i např. logo nápoje Pepsi).

## Podobné fonty
Mezi fonty podobné písmu Comfortaa patří např. DyeLine, Harry Plain nebo Modulus, dále Ardeco 3, Abeat by Kai či Museo Sans.